# Love Stories
Love Stories (Originaltitel: Stuck in Love, dt. Langtitel: Love Stories – Erste Lieben, zweite Chancen) ist ein US-amerikanisches Filmdrama des Regisseurs Josh Boone aus dem Jahr 2012. Es handelt sich um das Regie-Debüt von Josh Boone, der zwei Jahre später den erfolgreichen Film Das Schicksal ist ein mieser Verräter drehte. Love Stories zeigt größtenteils die Ereignisse in den Leben der vier Familienmitglieder der Borgens und deren Partnerschaften, die sich innerhalb eines Jahres – zwischen zwei Thanksgivings – ereignen.

## Handlung
Die Handlung des Films setzt mit einer Vorstellung der vier Familienmitglieder der Borgens ein: Bill, Erica, Samantha und Rusty. Bill ist ein erfolgreicher Schriftsteller, der allerdings seit der Scheidung von seiner Frau Erica vor zwei Jahren nicht mehr zum Schreiben gekommen ist. Er hängt der Beziehung zu seiner Ex-Frau noch immer sehr nach und trifft sich nur sporadisch zum Sex mit Tricia, die aber ihrerseits verheiratet ist. Erica ist seit der Scheidung von ihrem Ex-Ehemann Bill mit ihrem Leben vorangegangen und hat wieder geheiratet. Mit ihrem neuen Ehemann Martin lebt sie nur ein paar Blocks von Bills Haus entfernt. Immer wenn sie ihrem Ex-Mann Bill zufällig über den Weg läuft, versucht sie ihn davon zu überzeugen, der alten Beziehung nicht mehr nachzuhängen und wieder eine neue Partnerin zu finden.
Die beiden Kinder Samantha und Rusty sind wie ihr Vater sehr dem Schreiben zugewandt. Samantha ist eine zynische, aber realistische 19-Jährige, die kürzlich zum Literatur-Studium in eine andere Stadt gezogen ist. Zu ihrer Mutter Erica hat sie seit über einem Jahr keinen Kontakt und hegt gegen sie einen großen Groll, unter dem die Mutter sehr leidet. Wie sich später herausstellt, ist dieser Hass zur Mutter durch einen Seitensprung der Mutter entstanden, den Samantha beobachten konnte, als sie noch jünger war. Rusty geht noch zur Highschool und schreibt wie seine Schwester viel. Auf seine Klassenkameradin Kate hat er ein Auge geworfen, bisher aber nicht den Mut aufgebracht, sie anzusprechen.
An Thanksgiving kommen Bill und seine beiden Kinder Samantha und Rusty zum Abendessen zusammen. Wie jedes Jahr seit der Scheidung deckt Bill auch für Erica, in der Erwartung, sie komme vielleicht doch zu Besuch. Während des Essens eröffnet Samantha ihrer Familie, dass das Manuskript ihres ersten Romans akzeptiert wurde und in Kürze veröffentlicht wird. Bill, der Rusty seine Eifersucht über den Erfolg der Schwester ansieht, versucht seinem Sohn klarzumachen, dass große Texte durch die außergewöhnlichen Erfahrungen des Schreibers entstehen. Er redet ihm ein, selbst derartige Erfahrungen zu sammeln, um sie für seine eigenen Texte zu verwenden. Rusty nimmt sich dies zu Herzen und besucht mit einem Freund eine Hausparty, auf der auch Kate zugegen ist. Durch Zufall beobachtet er sie im Badezimmer beim Schnupfen von Drogen. Schon im Begriff zu gehen, wird Rusty allerdings noch Zeuge davon, wie Kates Freund sie im Streit rücksichtslos zu Boden wirft. Rusty gibt dem Freund einen Faustschlag und verlässt mit Kate die Feier. So beginnt die Beziehung zwischen Rusty und Kate.
In der Zwischenzeit lernt Samantha auf einer Party Louis kennen, dem gegenüber sie sich zunächst überaus ablehnend verhält. Louis versucht ihr klarzumachen, dass ihre flüchtigen Sexbekanntschaften ihr nicht gut tun würden. Die distanzierte Haltung Samanthas bekommt erst Risse, als sie zum ersten Mal sieht, wie liebevoll sich Louis um seine an einem Gehirntumor erkrankte Mutter kümmert, indem er ihr aus einem Buch vorliest. Sie verabreden sich zu einem richtigen Date und kommen in der Folge zusammen.
Bald steht die Veröffentlichungsfeier zu Samanthas erstem Buch an. Neben ihrem Freund Louis ist auch ihre Familie anwesend: Bill, Rusty und seine Freundin Kate. Nach einer Weile stellt sich heraus, dass auch Erica gekommen ist. Sie nimmt all ihren Mut zusammen und geht auf ihre Tochter zu, mit der Bitte um eine Signatur des Buches. Doch Samantha ist überaus abwehrend und so kehrt Erica, bedrückt und traurig ob des gescheiterten Versöhnungsversuchs, zurück. Auf der Feier ereignet sich schließlich noch eine zweite Begebenheit: Kate ist plötzlich verschwunden. Samantha, die nichts von Kates Drogenvergangenheit gewusst hatte, hatte ihr Champagner besorgt. In der Folge hatte Kate sich weiter betrunken und war mit jemandem, den sie auf der Party kennengelernt hatte, weggefahren. Die Familie steigt kurzerhand ins Auto und sucht nach Kate. Sie finden sie schließlich in einem Apartment, offensichtlich unter starkem Einfluss von Drogen.
Kate beginnt eine Entzugstherapie. Bill versucht, mit seinem Leben voranzuschreiten und Erica hinter sich zu lassen. Er trifft sich wieder zu Dates. Nach einem geglückten Date schleicht er vor Ericas Haus, um den Ehering, den er all die Zeit noch getragen hatte, auf ihrem Fenstersims liegen zu lassen. Zufällig bemerkt er, dass Erica im Haus eines seiner Bücher liest. So schwindet seine Überzeugung von neuem und er steckt den Ring wieder ein. In der Folge versucht er seine Tochter Samantha davon zu überzeugen, dass der Hass zu ihrer Mutter übertrieben und nicht gerechtfertigt sei. Er eröffnet ihr, dass auch er eine Phase der Unsicherheit und der Seitensprünge hatte, während der Erica ein halbes Jahr auf ihn gewartet habe – lange bevor sie selbst fremdgegangen sei. Doch auch das bringt Samantha nicht dazu, sich mit Erica zu versöhnen. Erst als Louis’ Mutter nach schwerer Krankheit stirbt, wird sich Samantha der Konsequenzen ihres Handelns bewusst und sie überwindet sich schließlich, sich mit der Mutter auszusprechen. Währenddessen erhält Rusty von seinem Lieblingsautor Stephen King einen Anruf, der ihm mitteilt, er habe eines seiner Manuskripte gelesen, das ihm seine Schwester Samantha geschickt hatte, und wäre davon begeistert.
Insgesamt ein Jahr ist seit den Eröffnungsszenen vergangen: Wieder bereiten Rusty und sein Vater das Thanksgiving-Essen vor. Wieder deckt Bill auch für Erica, entscheidet sich dann aber prompt um und deckt den überschüssigen Teller wieder ab. Kurz bevor die Familie das Essen beginnen will, klingelt es. Erica steht vor der Tür und fragt, ob auch für sie noch ein Platz am Tisch übrig sei. Sie sei in letzter Zeit ein wenig „verloren“ gegangen (im Original: „I got lost“). Einige Zeit zuvor hatte sie Bill gestanden, dass auch sie sich nicht immer sicher sei, dass die Entscheidung zur Trennung richtig gewesen war.

## Besondere stilistische Aspekte
Zur Einführung der Protagonisten zu Beginn des Films werden Szenen gezeigt, die charakteristisch für die jeweiligen Familienmitglieder sind. Jeweils ein einprägsamer Satz wird durch einen eingefügten Untertitel, der je nach Figur typografisch variiert, hervorgehoben. Diese Einführung erinnert in ihrer Grundfunktion an die Eröffnungsszenen aus Filmen wie Die fabelhafte Welt der Amélie, in denen die Protagonisten einzeln vorgestellt werden. Anstatt allerdings wie im Falle von Die fabelhafte Welt der Amélie detaillierte Charakterbeschreibungen zu geben, werden die Figuren vielmehr dadurch eingeführt, dass Szenen gezeigt werden, die repräsentativ für die Lage und den Charakter der jeweiligen Figur sind.
An zwei Stellen des Films wurden Lieder des Soundtracks nahezu in Gänze über die eigentliche Tonspur des Films gelegt. Dies ist bemerkenswert, weil es sich um Lieder mit gesungenem Text handelt, die  den Ton dominieren – der Dialog innerhalb des Films aber an mehreren Stellen normal weitergeführt wird.

## Hintergrund
Der Film wurde an Küstenorten in North Carolina gedreht. Er feierte seine internationale Premiere noch unter dem Arbeitstitel „Writers“ auf dem Toronto International Film Festival 2012.

## Rezeption
Auf der Webseite Rotten Tomatoes erreichte der Film eine Gesamtwertung von 58 % positiven Bewertungen, basierend auf insgesamt 40 berücksichtigten Rezensionen. Als Konsens wird angegeben, dass der Film vor allem mit dem holprigen und unrealistischen Drehbuch zu kämpfen habe. Allerdings würden die Leistungen einzelner Schauspieler insgesamt die Makel des Drehbuchs überdecken und zu einem soliden Film beitragen.
Stephen Holden von der New York Times merkt fernerhin an, dass Love Stories in seiner Darstellung eher an das literarische Leben der 1950er Jahre als des 21. Jahrhunderts erinnere. Außerdem zeigt er auf, dass es sich bei Love Stories zwar um eine Independentproduktion handele – der Film sich aber gleichzeitig sehr stark und zu einfach an der beliebten „Hollywood-Formel“, mit unrealistischen Wendungen für ein Happy End, bediene.

## Soundtrack
Im Juni 2013 wurde der Original-Soundtrack zum Film veröffentlicht, der die folgenden Titel enthält.
| Nr.          | Titel                       | Interpret                     | Länge |
| ------------ | --------------------------- | ----------------------------- | ----- |
| 1.           | At Your Door                | Mike Mogis, Nathaniel Walcott | 2:54  |
| 2.           | You Are Your Mother’s Child | Conor Oberst                  | 3:56  |
| 3.           | End Run                     | Cloudbirds                    | 4:29  |
| 4.           | American Man                | Rio Bravo                     | 4:00  |
| 5.           | Polkadot                    | Like Pioneers                 | 3:01  |
| 6.           | No Time To Speak            | Bear Driver                   | 3:41  |
| 7.           | Will You Be By Me           | Wallpaper Airplanes           | 5:45  |
| 8.           | I Won’t Love You Any Less   | Nat Wolff & Alex Wolff        | 3:08  |
| 9.           | Between the Bars            | Elliott Smith                 | 2:21  |
| 10.          | The Calendar Hung Itself    | Bright Eyes                   | 3:49  |
| 11.          | A Mountain, A Peak          | Bill Ricchini                 | 4:11  |
| 12.          | Sommersaults in Spring      | Friends of Gemini             | 4:46  |
| Gesamtlänge: | Gesamtlänge:                | Gesamtlänge:                  | 46:01 |

Insgesamt wurden weitere neun Lieder innerhalb des Films verwendet, die aber bei der Veröffentlichung des Soundtracks keine Berücksichtigung fanden. Darunter befinden sich unter anderem auch Titel der Bands Edward Sharpe & The Magnetic Zeros, The National und Bon Iver.